# Avinguda d'es Tren
L'avinguda d'es Tren és una de les principals vies de la ciutat de Manacor que connecta la via Palma amb la ronda del Port i separa el centre de la ciutat del barri de sa Torre.
Tot i que popularment reb aquest nom per tot el seu recorregut, oficialment es divideix en tres seccions: 
- Avinguda de Fra Júniper Serra (des de via Palma fins a l'Estació)
- Avinguda d'es Tren (des de l'Estació fins al Torrent)
- Avinguda Mossèn Alcover (des del Torrent fins a la ronda del Port)

## Història
El tren arribà a Manacor el 1879, fet que propicià l'agrupament d'alguns carrers al voltant de l'estació. La via més llarga i més poblada fou el carrer d'Alfons XIII (futura avinguda d'es Tren). La majoria dels seus habitants eren forans i empleats del ferrocarril. En aquest carrer també s'instal·là la seu de la Refinadora (actualment col·legi Simó Bellester).
El 1902 es construí la primera fàbrica de perles de Manacor en una zona no urbanitzada anomenada els Creuers. L'any 1922, amb el pla Roca, es començà a urbanitzar l'indret i es dissenyà part de l'avinguda Fra Juníper Serra. No fou fins a l'any 1944 que el pla Olesa plantejà el model d'urbanisme amb rondes. D'aquesta manera s'establí el traçat dels Creuers, es Tren i sa Torre, i es va perfilar l'avinguda d'es Tren des de la via Palma fins a la ronda del Port.